# Motherfucker

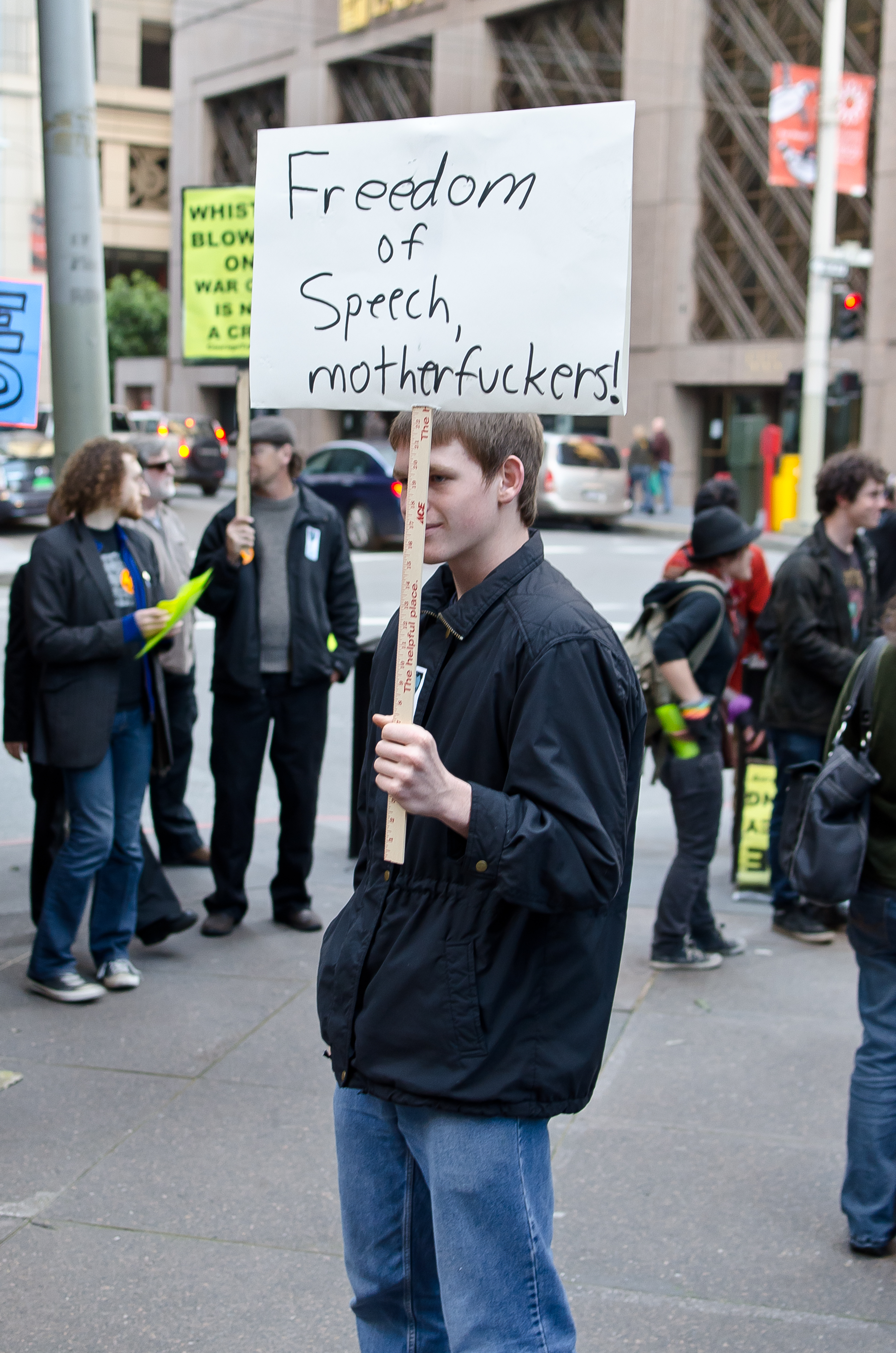
示威者在加州旧金山举行的抗议活动中高举言论自由标志

Motherfucker（即肏媽貨，注音：/ˈmʌðərfʌkər/ muhth-er-fuhk-er，有时缩写为mofo 、 mf或mf'er） 是一个英语粗口，字面意义是指控对方与其母近親性交。这个词通常带有高度冒犯之意味，由于它被大量使用，大部分情况下并非真的用于指与他人（或自己）的生母性交的行为。而是指卑鄙或恶毒的人或任何特别困难或令人沮丧的情况。该词亦可作钦佩意（如‘badass motherfucker’，意指一个无所畏惧和高度自信的人）。

## 变体
与其他冒犯性辞藻一样，Motherfucker亦不乏各种碎誓。Motherhumper、motherfugger、mother f'er 、mothersucker、mothertrucker、motherfreaker、motherlover、mofo、fothermucker、motherflower、mother flipper、motherkisser等等，时而为求礼貌，亦或规避审查制度。分词motherfucking经常作强调用途（与Fuck一样）。动词to motherfuck虽有，惟较少使用。相反，当与形容词配对时，它可以成为一个表示独创性和阳刚之气的术语，如相关短语“badass mom fucker”。爵士乐界常使用Motherfucker表赞美之意，例如，当迈尔斯·戴维斯向他的徒弟米诺·西内鲁（后成为打击乐手）讲话时：“迈尔斯......抓住他的手臂说，‘你是个混蛋。’西内鲁对此表示感谢。”

## 历史和流行文化
这个词至少可以追溯到19世纪后期。在 1889 年得克萨斯州的一起谋杀案中，一名证人作证说，受害者在他死前不久称被告为“该死的王后，混蛋”（God damned mother-fucking, bastardly son-of-a-bitch）。1897年后，得克萨斯州法院的一份意见书将“mother-fucking”完整打印出来。1917年，一名美国士兵在一封信中称他所在地的征兵委员会为“你们这些卑鄙的混蛋”（You low-down Mother Fuckers）。
文学方面，諾曼·梅勒在1948年小说《裸者与死者》和1967年小说《我们为什么在越南？》以motherfugger形式少量运用。它在詹姆斯·珀迪在1956年中篇小说《63：梦宫》引用了两次。 在库尔特·冯内古特的小说《第五号屠宰场》中因故事中的一名士兵使用了这个词导致这部小说经常在图书馆和学校受到质疑。冯内古特在发表于《Fates Worse Than Death》集的演讲中开玩笑说：“自此词诞生以来，早在1969年，孩子们就一直试图与他们的母亲发生性关系。无人知晓这何时结束。”
从 1930 年代开始，蓝调和节奏布鲁斯唱片使用“mother for you”或“mother fuyer”两词作为“motherfucker”的粗略碎誓。一些案例诸如Memphis Minnie的“Dirty Mother For You”（1935年）、 Roosevelt Sykes的“Dirty Mother For You”（1936年）和 Dirty Red 的“Mother Fuyer”（1947年）。歌手Stick McGhee的“Drinking Wine Spo-Dee-O-Dee”唱片在1949年大获成功，他声称他最初将歌词误听为“Drinking Wine, Motherfucker”。后来，约翰尼“吉他”沃森在1977年凭借“A Real Mother For Ya”大获成功。
第一个包含Motherfucker的主流流行摇滚乐是1969年MC5专辑Kick Out the Jams。主打歌是一首现场录音，主唱罗伯·泰纳在录音时大喊“现在。现在。现在是时候了。踢出果酱，混蛋！”（And right now. right now. right now it's time to. kick out the jams, motherfuckers!）。原版在不久后被撤下，并改为发行修改版，在冒犯的词上附上“兄弟姐妹”字样。大约在同一时间，傑佛森飛船的专辑Volunteers ，其中的开场曲《We Can Be Together》中包含了一句台词“靠在墙上，混蛋”（up against the wall, motherfucker），这是当时激进团体的流行语，惟未有较大反响。在艾萨克·海耶斯1971年热门歌曲“The Theme from Shaft ”中有强烈暗示Motherfucker，但没有明确表达。1967年阿洛·格思里的作品“爱丽丝的餐厅”以“强奸妈妈”为碎誓。虽甚少在美国播放，但在流行音乐中业已高度普遍（尤其是在嘻哈音乐中）。
这个词被乔治·卡林的《七个你永远不能在电视上说的词》收录。在HBO的一个特别节目中，他评论道，有人认为Motherfucker为“Fuck”的派生词（重复）而要求删除Motherfucker。他后来又把它加了回来，声称没有它，比特的节奏就不起作用。
这个词已经成为演员塞缪尔·杰克逊的标语，他经常在一些电影中使用这个词。他表示这个词帮助他克服了终生的口吃问题。

## 相关文学
- The Compleat（原文如此） Motherfucker: A History of the Mother of All Dirty Words by Jim Dawson [15]，是黑人文化和美国文学、电影、喜剧和音乐中这个词的历史。